# Obras escocidas (1985-2000)
Obras escocidas (1985-2000) es el duodécimo álbum editado por la banda española de rock Los Enemigos, y el primero en formato de directo.
Fue publicado en febrero de 2001 por la discográfica Virgin Records/Chewaka. La grabación tuvo lugar entre octubre y noviembre de 2000, durante los conciertos realizados en Granada (28 de octubre), Madrid (4 de noviembre), Valencia (18 de noviembre) y Santiago de Compostela (23 y 24 de noviembre), bajo la producción de Carlos Martos y el propio grupo. El disco cuenta con una nutrida colaboración de artistas invitados como Rosendo Mercado, Jorge Ilegal (Ilegales), Julián Hernández (Siniestro Total) o Los Planetas, así como con la colaboración especial de Pablo Novoa en gran parte de los cortes. Las mezclas se realizaron en los estudios Sonoland en Madrid.
El disco vio la luz a mediados de febrero de 2001. En total incluye 36 versiones en directo de algunos de sus temas más conocidos, y una canción inédita, "Tengo que hacer los deberes". Las críticas cosechadas por la prensa especializada fueron buenas, y el disco fue seleccionado como el tercer mejor trabajo en español del año 2001 en Lafonoteca.
Antes del lanzamiento del doble directo, se extrajo el sencillo promocional Complejo, que incluyó las canciones "Complejo" (utilizada como banda sonora de la serie de televisión española Ciudad Sur), y "Yo, el Rey", con la colaboración de Rosendo Mercado. Se editó una edición personalizada en CDR para algunos periodistas radiofónicos que habían apoyado al grupo a lo largo de su carrera, como Jesús Ordovás.
Bajo el sello Alkilo discos, propiedad del propio grupo, se publicó una edición limitada y numerada en LP de vinilo que incluyó la canción adicional "Fuagrás".

## Lista de canciones
| 1. El ataque de los hombres Bruster 2. Florinda 3. Todo a 100 4. Complejo 5. Qué bien me lo paso 6. Desde el jergón 7. (Tengo que hacer) Los deberes 8. John Wayne (con Jorge Martínez) 9. ¿Por qué yo? 10. Brindis 11. No se lo cuentes 12. Alegría 13. Me sobra carnaval 14. Dónde (con Julián Hernández) 15. La otra orilla (con Patacho, de Glutamato Ye-Yé) 16. Sin hueso (con Los Planetas 17. La cuenta atrás 18. Nadie me quiere | 1. An-tonio 2. Ouija 3. Balad, balad, balad caretas 4. Quillo (he vuelto a nacer) 5. Por la sombra 6. ¡Cómo es! (con Miguel Bañón, de Los Marañones) 7. La espera 8. Ná de ná 9. Paquito (con Ajo) 10. ¿No amanece en Bouzas? (Delirio vigués) (con Piti Sanz) 11. Sr. Correcto 12. Yo, el Rey (con Rosendo Mercado) 13. Septiembre 14. Señora 15. Dentro 16. Juan Valdés (con Artemio Pérez Fillol) 17. Aunque no seas virgen 18. Tengo una casa (tengo) 19. Romance de Valentía 20. Fuagrás (sólo en la edición en vinilo) |